# Vallerano-Castel di Leva
Vallerano-Castel di Leva è la zona urbanistica 12H del Municipio Roma IX di Roma Capitale. Si estende sulle zone Z. XXIII Castel di Leva e Z. XXV Vallerano.

## Geografia fisica

### Territorio
È situata a sud della capitale, esternamente e a ridosso del Grande Raccordo Anulare.
La zona urbanistica confina:
- a nord con le zone urbanistiche 12D Laurentino e 12E Cecchignola
- a est con la zona urbanistica 11Y Appia Antica Sud e il comune di Marino
- a sud con le zone urbanistiche 12I Decima e 12L Porta Medaglia
- a ovest con la zona urbanistica 12G Spinaceto